# الجلاء (المنيا)
قرية الجلاء  هي إحدي القرى التابعة لمركز سمالوط بمحافظة المنيا في جمهورية مصر العربية. حسب إحصاءات سنة 2006، بلغ إجمالي السكان في الجلاء 2951 نسمة، منهم 1502 رجل و1449 امرأة.